# Изоляция (телесериал)
«Изоля́ция», или «Каранти́н» (англ. Containment) — американский телевизионный сериал, созданный Джули Плек, который вышел на The CW в 2016 году. В центре сюжета находится вспышка таинственной и смертельной эпидемии в Атланте, из-за которой часть города закрывается на карантин, в то время как местные и федеральные чиновники отчаянно ищут лекарство в ходе паники населения. Это первый проект The CW, в котором центральные персонажи являются афро-американцами.
Премьера сериала состоялась 19 апреля 2016 года.
13 мая 2016 CW объявил, что сериал не будет продлён на второй сезон.

## Производство
2 февраля 2015 года канал The CW заказал съемки пилотного эпизода, написанного Джули Плек, для сезона 2015-16 годов. Проект основан на идее бельгийской драмы Карла Йоса.
Кастинг на основные роли стартовал в феврале 2015 года. 24 февраля было объявлено, что Дэвид Гяси и Кристина Моусес будут играть центральные роли майора полиции Лекса Карнахана и его подруги Джены, запертой в зоне карантина. Это первый раз, когда в сериале The CW обе главные роли отведены афро-американцам. Также к пилоту присоединились Крис Вуд и Кристен Гутоски в ролях лучшего друга Лекса и учительницы и матери-одиночки, соответственно. 3 марта было объявлено, что Клаудия Блэк была приглашена на роль доктора, которая отвечает за карантин как перед департаментом здравоохранения, так и перед правительством. 4 марта Ханна Манган Лоуренс получила роль беременного подростка. 10 марта к пилоту присоединились Джордж Янг и Тревор Сент Джон в ролях доктора и журналиста, соответственно.
7 мая 2015 года канал утвердил пилот и заказал съемки первого сезона.

## Актёры и персонажи

### Основной состав
- Дэвид Гяси — майор Алекс (Лекс) Карнахан
- Кристина Моусес[англ.] — Джейна, девушка Лекса
- Крис Вуд — офицер Джейк Райли, друг Лекса
- Кристен Гутоски — Кэти Фрэнк
- Клаудия Блэк — доктор Сабина Ломмерс
- Джордж Янг[англ.] — доктор Виктор Коннертс
- Ханна Манган Лоуренс — Тереза, беременна девушка Ксандера
- Тревор Сент Джон[англ.] — Лео Грин, репортер

### Второстепенный состав
- Захари Унгер — Квентин Фрэнк, сын Кэти
- Надин Левингтон[англ.] — Сьюзи, подруга Джейны
- Деметриус Бриджес — Ксандер Полсон, парень Терезы
- Дониэлль Т. Хенсли мл. — Томас, мальчик с устойчивостью к вирусу
- Шон Парсонс — Сэм, глава техобслуживания и поддержки
- Йоханс Майлс — Деннис, парень Сьюзи
- Чарльз Блэк — Берт, дедушка Терезы
- Сандра Эллис Лэфферти — Мишелин, бабушка Терезы
- Грегори Алан Уильямс — начальник полиции Бессер
- Джимми Гонсалес — офицер Миз
- Реймонд Скотт Паркс  — офицер Уолден
- Майкл Шеннон Дженкинс — Трей, бандит захвативших продукты в зоне карантина
- Джонни Уиншер —Тони, коллега Джейны
- Тиффани Морган — Лиэнн, мать Терезы
- Майлс Долик[англ.] — Капитан Скотт
- Том Госсом мл. — Рой Карнахан, отец Лекса

## Список эпизодов
| № | Название                                                                    | Режиссёр         | Автор сценария               | Дата премьеры  | Произв. код | Зрители в США (млн) |
| --- | --------------------------------------------------------------------------- | ---------------- | ---------------------------- | -------------- | ----------- | ------------------- |
| 1 | «Пилот» «Pilot»                                                             | Дэвид Наттер     | Телесценарий: Джули Плек     | 12 апреля 2016 | 296853      | 1,67                |
| Установлено, что сирийский мужчина заражен очень заразным вирусом. Он заражает многих людей, включая его доктора и семью, и запускает серию событий, которые приводят к тому, что Зона 6 Атланты помещается в карантин через санитарный кордон . Правительственный чиновник и доктор Сабина Ломмерс устанавливают этот барьер вокруг Зоны 6, чтобы предотвратить распространение вируса. Она просит сотрудника полиции Лекса Карнахана оставаться вне барьера, чтобы сохранять спокойствие и стать публичным лицом усилий по сдерживанию распространения вируса в остальной части города. В конце концов он соглашается, но только в надежде узнать, что происходит внутри карантина, поскольку его подруга Яна и его друг и коллега Джейк находятся внутри. |                                                                             |                  |                              |                |             |                     |
| 2 | «Мне умирать, тебе жить» «I to Die, You to Live»                            | Чарльз Бисон     | Джули Плек                   | 26 апреля 2016 | 3J5952      | 1,56                |
| Власти обнаруживают, что у младшего двоюродного брата сирийского мужчины, которого теперь называют «Пациент ноль», была подруга, которая, вероятно, подвергалась воздействию вируса. Лекс и доктор Ломмерс должны выследить ее, чтобы узнать, не заразилась ли она. Они используют общегородской видеоматериал службы безопасности, чтобы узнать, что она на ночевке где-то в оцеплении. Тем временем беременная Тереза хочет навестить свою бабушку, у которой болезнь Паркинсона. Прежде чем она покидает магазин своей матери, друг заходит к ней на вечеринку. Зараженный друг Терезы подвергает ее воздействию вируса, обнимая и целуя ее, а затем Тереза принимает меры, чтобы не заразить бабушку. Когда власти подтверждают существование зараженных людей за пределами оцепления, они размещают транспортные контейнеры укрепить баррикаду, что означает несколько более постоянный карантин. |                                                                             |                  |                              |                |             |                     |
| 3 | «Ненавидеть солнце» «Be Angry at the Sun»                                   | Чарльз Бисон     | Маргарит Макинтайр           | 3 мая 2016     | 3J5953      | 1,42                |
| В то время как Лекс пытается сохранить контроль за пределами оцепления, он узнает, что молодая женщина, которая имела тесный контакт с инфицированным пациентом, пропала без вести. Имея ограниченные ресурсы, Лекс вынужден обратиться за помощью к Джейку, чья растущая обида на Лекса за то, что он оказался в ловушке внутри, заставляет его двигаться по спирали. Тем временем Кэти должна встретиться с отчаявшимися родителями своих учеников, а Тереза потрясена ограблением в магазине ее матери. Кроме того, Лео Грин, репортер, показывает, что есть выход из оцепления, который ведет к хаосу и прекращению всей коммуникации внутри оцепления, за исключением этого с доктором Виктором Каннертом. |                                                                             |                  |                              |                |             |                     |
| 4 | «В слезах и молчании» «With Silence and Tears»                              | Крис Грисмер     | Майкл Джонс-Моралес          | 10 мая 2016    | 3J5954      | 1,35                |
| Лекс продолжает работать пиарщиком, пока не поймет, что это не та работа, которую он хочет делать. Кэти нужна медикамент, а Джейк помогает найти его и доставляет доктору Каннертсу. Яна делает телефон, который работает внутри оцепления; ища сигнал на крыше, она встречает Сэма, начальника отдела эксплуатации и технического обслуживания. Она успешно делает звонок, но он перестает работать после того, как она говорит с Лексом на секунду. Мать Терезы снова ограбили, но ее спасла банда, которая захватила магазин. Ксандер пытается войти в оцепление и, после неудачной попытки, он входит с помощью Лео. |                                                                             |                  |                              |                |             |                     |
| 5 | «Овца среди волков» «Like a Sheep Among Wolves»                             | Дженис Кук       | Джефф Стетсон                | 17 мая 2016    | 3J5955      | 1,28                |
| Внутри оцепления организована капля пищи. В связи с ограниченным количеством сотрудников полиции, которые могут наблюдать за распределением, часть еды забирает банда, все еще отвечающая за магазин матери Терезы. Тем временем Лекс сыт по горло властями, и Кэти осознает несоответствие в графике событий, что приводит к ее выяснению, что ответственные люди лгут общественности. В конце концов, Мизе внутри кордона разговаривает по спутниковому телефону с шефом Бессером, говоря, что он сделал это внутри оцепления. |                                                                             |                  |                              |                |             |                     |
| 6 | «Он успокаивал нарастающее недовольство» «He Stilled the Rising Tumult»     | Майкл А. Алловиц | Элизабет Петерсон            | 24 мая 2016    | 3J5956      | 1,40                |
| 7 | «Ад» «Inferno»                                                              | Дэвид Бойд       | Мэтт Кормэн и Крис Орд       | 31 мая 2016    | 3J5957      | 1,06                |
| 8 | «Во всём есть трещина» «There is a Crack in Everything»                     | Эллиотт Лестер   | Ариэль Бледжер и Доун Камоши | 14 июня 2016   | 3J5958      | 0,96                |
| 9 | «Царство разделилось само в себе» «A Kingdom Divided Against Itself»        | Лэнс Андерсон    | Майкл Джонс-Моралес          | 21 июня 2016   | 3J5959      | 0,87                |
| 10 | «Время родиться» «A Time to Be Born»                                        | Кэрол Бэнкер     | Элизабет Петерсон            | 28 июня 2016   | 3J5960      | 0,86                |
| 11 | «Назад пути нет» «Nothing Gold Can Stay»                                    | Крис Грисмер     | Джули Плек и Том Фаррелл     | 5 июля 2016    | 3J5961      | 0,82                |
| 12 | «„Да“ — единственное средство существования» «Yes Is the Only Living Thing» | Чарльз Бисон     | Маргарит Макинтайр           | 12 июля 2016   | 3J5962      | 0,78                |
| 13 | «Дорога в рай» «Path to Paradise»                                           | Чарльз Бисон     | Мэтт Кормэн и Крис Орд       | 19 июля 2016   | 3J5963      | 0,85                |